# Caius Claudius Severus
Gaius Claudius Severus (fl. 112) était un homme politique de l'Empire romain.

## Biographie
Il fut consul suffect en 112.
Il fut le père de Gnaeus Claudius Severus Arabianus.
Gnaeus Claudius Severus, consul en 235, était son parent.